# Diensthop
Diensthop is een plaats in de Duitse gemeente Dörverden, deelstaat Nedersaksen en telt 61 inwoners (2005).